# Rabo-branco-de-sobre-amarelo
O rabo-branco-de-sobre-amarelo (nome científico: Phaethornis nattereri) é uma espécie da família dos beija-flores Trochilidae. É encontrado na Bolívia e no Brasil.

## Taxonomia e sistemática
A taxonomia do rabo-branco-de-sobre-amarelo é incerta. Aves chamadas de eremita-do-norte são às vezes tratadas como uma subespécie do rabo-branco-de-garganta-canela, mas atualmente os principais sistemas taxonômicos seguem as análises de Hinkelmann que determinaram que é a plumagem masculina de P. nattereri. No entanto, o eremita "Maranhão" ocorre apenas na parte norte separada da faixa de P. nattereri, e como parece ter vocalizações diferentes daquelas da outra população, pode justificar o reconhecimento como uma espécie distinta, P. maranhaoensis. Estudos moleculares são necessários para confirmar ou negar essa atribuição. Como atualmente entendido, o rabo-branco-de-sobre-amarelo é monotípico.

## Descrição
O rabo-branco-de-sobre-amarelo tem cerca 10 cm (3.9 in) comprimento e pesa 2.3 to 3 g (0.08 to 0.11 oz). Os machos têm as partes superiores arroxeadas, asas verdes e as partes inferiores acastanhadas. Seu par interno de penas da cauda é longo e com pontas brancas. Ambos os sexos possuem uma "máscara" preta com um supercílio pálido e uma faixa malar. As fêmeas são semelhantes ao macho, mas com a garganta mais pálida e as penas centrais da cauda mais longas.

## Distribuição e habitat
O rabo-branco-de-sobre-amarelo é conhecido por duas áreas distintas. Um inclui o leste da Bolívia e os estados brasileiros adjacentes de Mato Grosso e Rondônia. A outra fica no nordeste do Brasil, principalmente nos estados do Maranhão, Piauí e Ceará, e também no Pará e Tocantins. Especula-se que também habite a ampla região entre as duas áreas conhecidas. O eremita "Maranhão" proposto encontra-se na zona nordeste. A espécie habita várias paisagens não florestais, incluindo florestas semidecíduas, secundárias e de galeria, cerrado e caatinga. Em altitude varia do nível do mar a 500 m (1,600 ft).

## Comportamento

### Movimento
Acredita-se que o rabo-branco-de-sobre-amarelo seja sedentário.

### Alimentando
O rabo-branco-de-sobre-amarelo é um alimentador de "linha-armadilha" como outros beija-flores eremitas, visitando um circuito de plantas com flores em busca de néctar. Também consome pequenos artrópodes.

### Reprodução
Pouco se sabe sobre a fenologia reprodutiva do rabo-branco-de-sobre-amarelo. Seu ninho é relatado para ser suspenso abaixo de uma folha caída. O eremita "Maranhão" se reproduz entre novembro e abril.

### Vocalização
A canção do rabo-branco-de-sobre-amarelo é "uma frase aguda repetida incessantemente sem pausas entre as frases... por exemplo, 'tsee... tsee... tsee... nya-ka-wee'."

## Status
A IUCN avaliou o rabo-branco-de-sobre-amarelo como sendo de menor preocupação, embora seu tamanho populacional não tenha sido determinado e acredita-se que esteja diminuindo. É pouco conhecido, embora pensado para ser localmente comum, e ocorre em algumas áreas protegidas.